# Radków (Sainte-Croix)
Radków  est un village de la voïvodie de Sainte-Croix et du powiat de Włoszczowa. Il est le siège de la gmina de Radków et compte environ 600 habitants.